# Парадиз, Леопольд
Леопольд Парадиз (нем. Leopold Paradis; неизвестно, Вена — 1782, неизвестно) — российский артист балета, балетмейстер и педагог.

## Биография
В 1759 году переехал в Россию в составе труппы Франца Хильфердинга, затем был первым танцовщиком петербургской балетной труппы.

## Выступления
Танцевал как в балетах Хильфердинга, так и в своих собственных постановках:
- «Балет с „зайцем“»
- «Говорящая картина „Рыбаки“»
- «Голландский балет»
- «Турецкий балет» (1759)
- «Балет с волынкой» (1765)
- Дивертисмент в «Олимпиаде» Траэтты (1769)

## Педагогическая деятельность
В 1778 году сменил Беккари на должности преподавателя танцев в Московском воспитательном доме. У Парадиза учились И. Никитин, Гаврила Иванов (Райков), Василий Михайлов (Балашов), Иван Лаврентьев (Еропкин), Арина Матвеева (Собакина).
Использовал собственную систему обучения, в которой рано разделял учеников по амплуа (серьёзному, полухарактерному и комическому), ограничил размер класса двадцатью детьми (по десять мальчиков и девочек), отсеивая малоспособных учащихся. Уже первый выпуск в 1779 году доказал эффективность подхода Парадиза: на испытаниях в Петербурге ученики Парадиза получили высокую оценку. За три года (1781—1783) 5 учеников Парадиза были зачислены в придворную труппу, а 14 — в «Вольный театр».
По мнению историка балета Юрия Бахрушина, результаты Парадиза подтвердили превосходство на тот момент московской балетной школы над петербургской.

## Постановщик
Поставил в Петровском театре балет на музыку Йозефа Старцера «Волшебная лавка» (1780), а также создал множества миниатюр для театра Воспитательного дома.